# Robin Hood (1912)
Robin Hood ist ein Film aus dem Jahr 1912, der durch den amerikanischen Ableger der französischen Eclair-Studios produziert wurde. Er stellte, nach einer ersten britischen Produktion, die zweite Verfilmung der Saga rund um Robin Hood dar. Regisseur war Étienne Arnaud, der vom Produzenten Herbert Blaché unterstützt wurde. Das Drehbuch stammte von Eustace Hale Ball. Eine restaurierte Fassung des 30-Minuten-Filmes existiert und wurde 2006 im Museum of Modern Art in New York City neu aufgeführt.

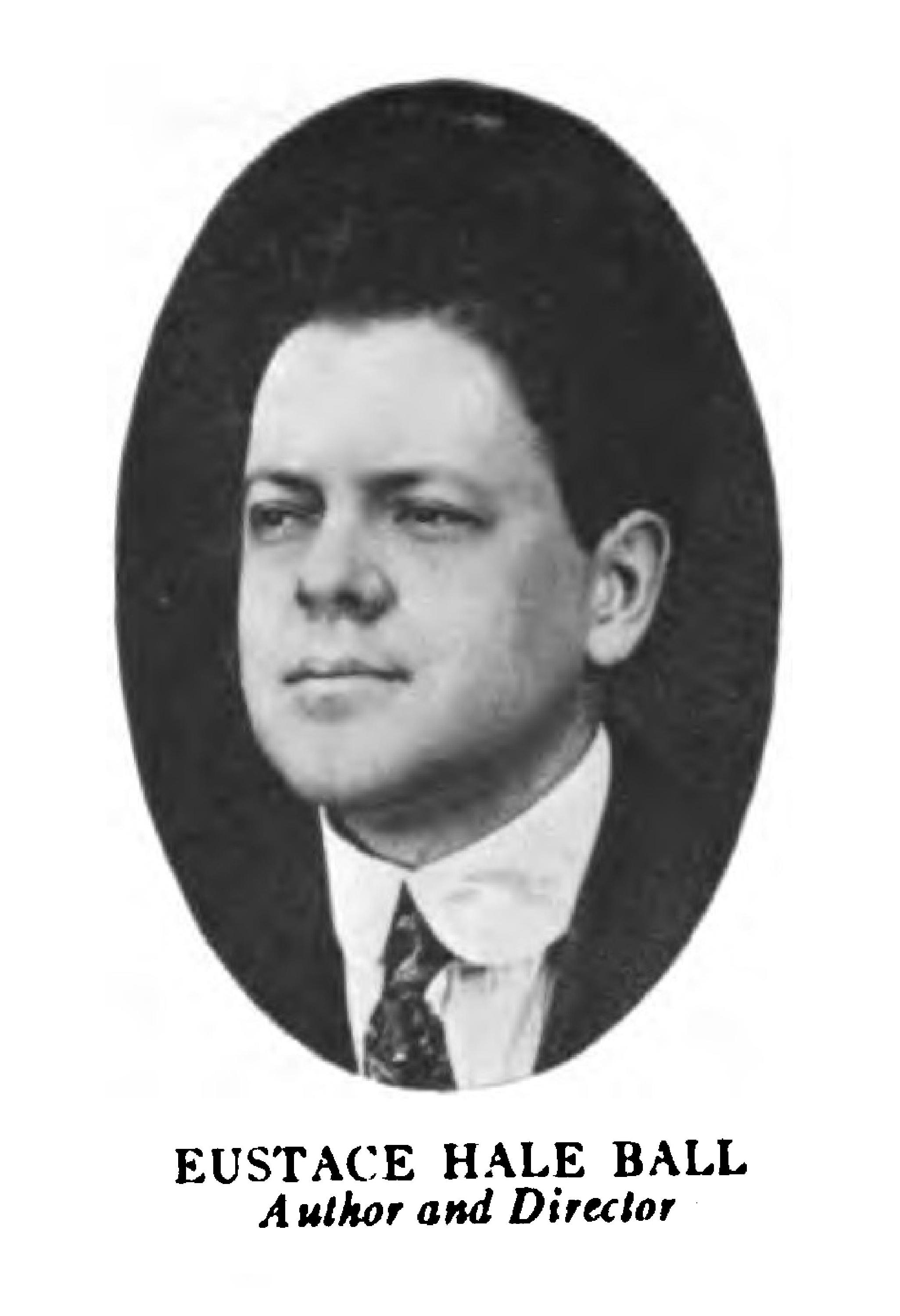
Der Verfasser des Drehbuches von Robin Hood

## Handlung
Sir Guy of Gisbourne ist eifersüchtig auf Robin Hood, der mit Lady Marian in eine Beziehung tritt. Gisbourne verbündet sich daher mit dem Sheriff von Nottingham, um Robin Hood dingfest zu machen. Diesem gelingt es jedoch, als Kaufmann verkleidet, den Sheriff zu einem fingierten Essen in den Wald zu locken und ihn dort gefangen zu nehmen. Kurz darauf soll von den Schergen der Obrigkeit ein anderer Kaufmann ausgeraubt werden. Bruder Tuck flüchtet mit dem Opfer durch einen Kamin und bringt ihn ins Lager im Sherwood Forest. Dort entpuppt sich dieser als der König Richard Löwenherz. Marian und Robin heiraten kurz darauf im Wald. Der erboste Vater Marians will dies verhindern, erkennt aber den anwesenden König und lässt ab. Zum Ende wird Robin Hood zum Earl of Huntingdon erhoben.

## Stil
Neben endlosen Varianten unterschiedlichster rebellischer Kopfbedeckungen und einer fulminanten Kostümausstattung wartet der Film auch mit der Besonderheit auf, einzelnen Charakteren, mit dem Mittel der Überblendung, bestimmte Tiere zuzuordnen. Diese sollen den Charakter der Rolle herausarbeiten und so werden unter anderem der Sheriff als kleiner Bluthund und Guy of Gisbourne als Ente dargestellt.